# Sven Widström
Sven Widström, född 10 november 1751 i Strängnäs, Södermanlands län, död 1812, var hovkapellist och verkade i slutet av sin bana som danslärare till Gustav IV Adolfs barn och än senare intill sin död som lärare i instrumentspel till den blivande kungen Oscar I.

## Biografi
Sven Widström föddes 10 november 1751 i Strängnäs, Södermanlands län. Föräldrarna var färgaren och rådmannen Sven Widström och tenngjutardottern Elsa Maria Danielsdotter Hedman. Sven Widström fick 1780 anställning vid operastaten som hovkapellist och 2:e repetitör, för att 1798 bli förste repetitör. Den 14 november 1790 gifte han sig med författaren Ulrika Carolina Widström. År 1807 upphörde hans anställning vid operan, men han fick efter brevväxling med Gustav IV Adolf anställning som danslärare åt dennes barn, en anställning som dock bara varade ett år då kungen avsattes 1809. Så småningom fick Sven Widström uppdrag att vara hertig Oscars lärare i instrumentspel, vilket varade till Sven Widströms död 1812.